# Sidi Larbi Cherkaoui

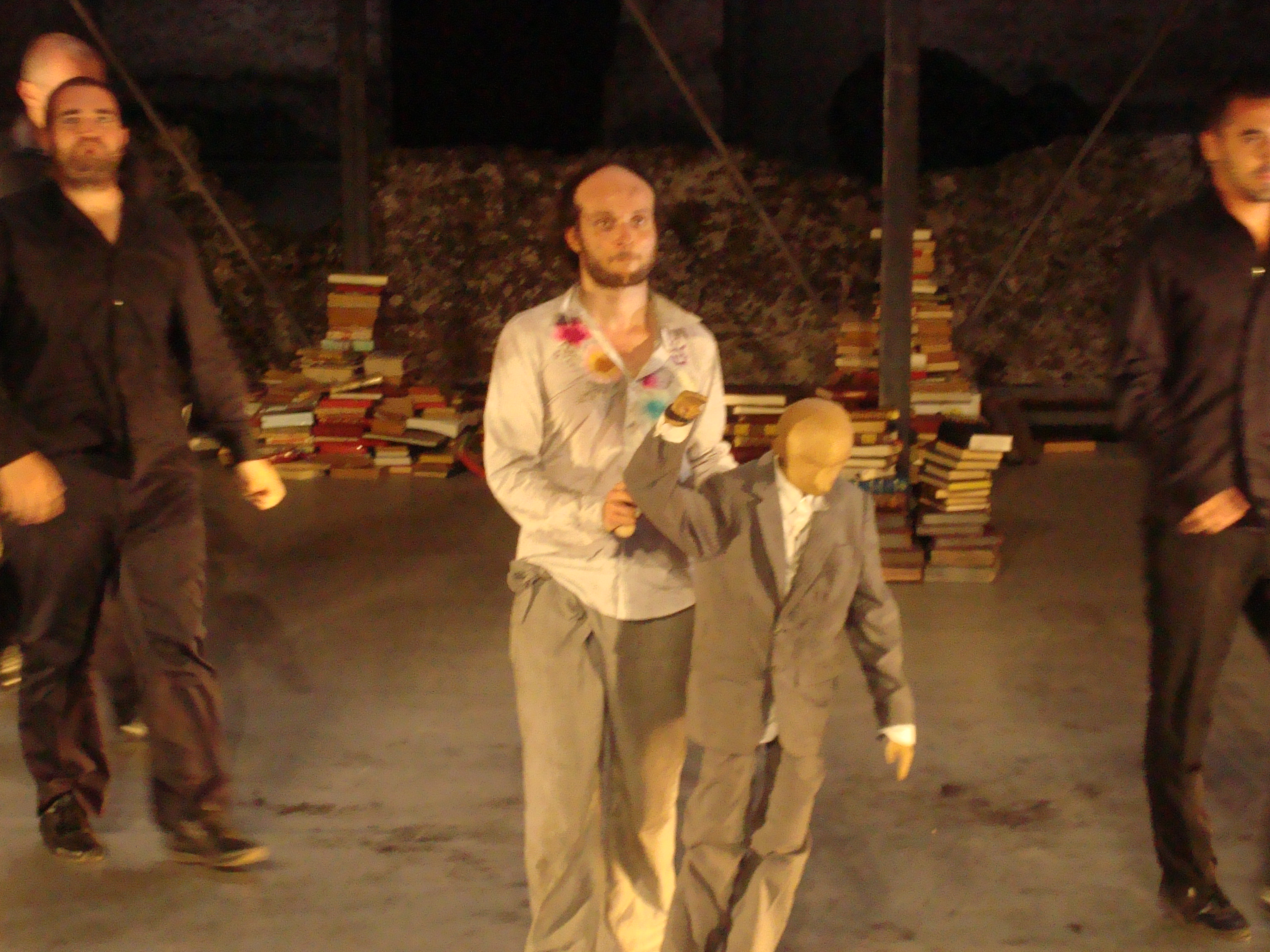
Sidi Larbi Cherkaoui, Juni 2009, Schlussapplaus bei Apocrifu, Villa Adriana, Tivoli

Sidi Larbi Cherkaoui (arabisch سيدى لاربى تشيركاوى; * 10. März 1976 in Antwerpen) ist ein belgischer Tänzer und Choreograph flämisch-marokkanischer Abstammung. Cherkaouis Choreographien verwenden Elemente aus vielen Kulturen, Religionen und Kunststilen zugleich. Die gemeinsame Basis dieser Vielfalt ist für ihn die Bewegung. Er hat über 50 choreographische Stücke geschaffen und erhielt zwei Olivier Pris für die beste neue Tanzproduktion, drei BallettTanz Preise (2008, 2011, 2017) und den KAIROS-Preis (2009).

## Leben
Cherkaouis Vater ist Marokkaner und Muslim, der als Arbeitsmigrant nach Belgien kam, seine Mutter ist Belgierin und Katholikin. Er wurde französischsprachig erzogen, obwohl Französisch auch für die Eltern eine Fremdsprache war. Die Unterrichtssprache in seiner staatlich-laizistischen Schule war niederländisch, in der Koranschule lernte er den Koran kennen. Sein Berufswunsch eines Tänzers entwickelte sich, als er im Fernsehen mit sieben Jahren den Tanzspielfilm Fame – Der Weg zum Ruhm gesehen hatte, später tanzte er auch Michael Jackson nach. Cherkaouis Vater war gegen seine Berufswahl, da er den Tanz für eine brotlose Kunst hielt. Von klassischem Ballett über Flamenco bis zum Breakdance belegte er alle Tanzkurse, die angeboten wurden.

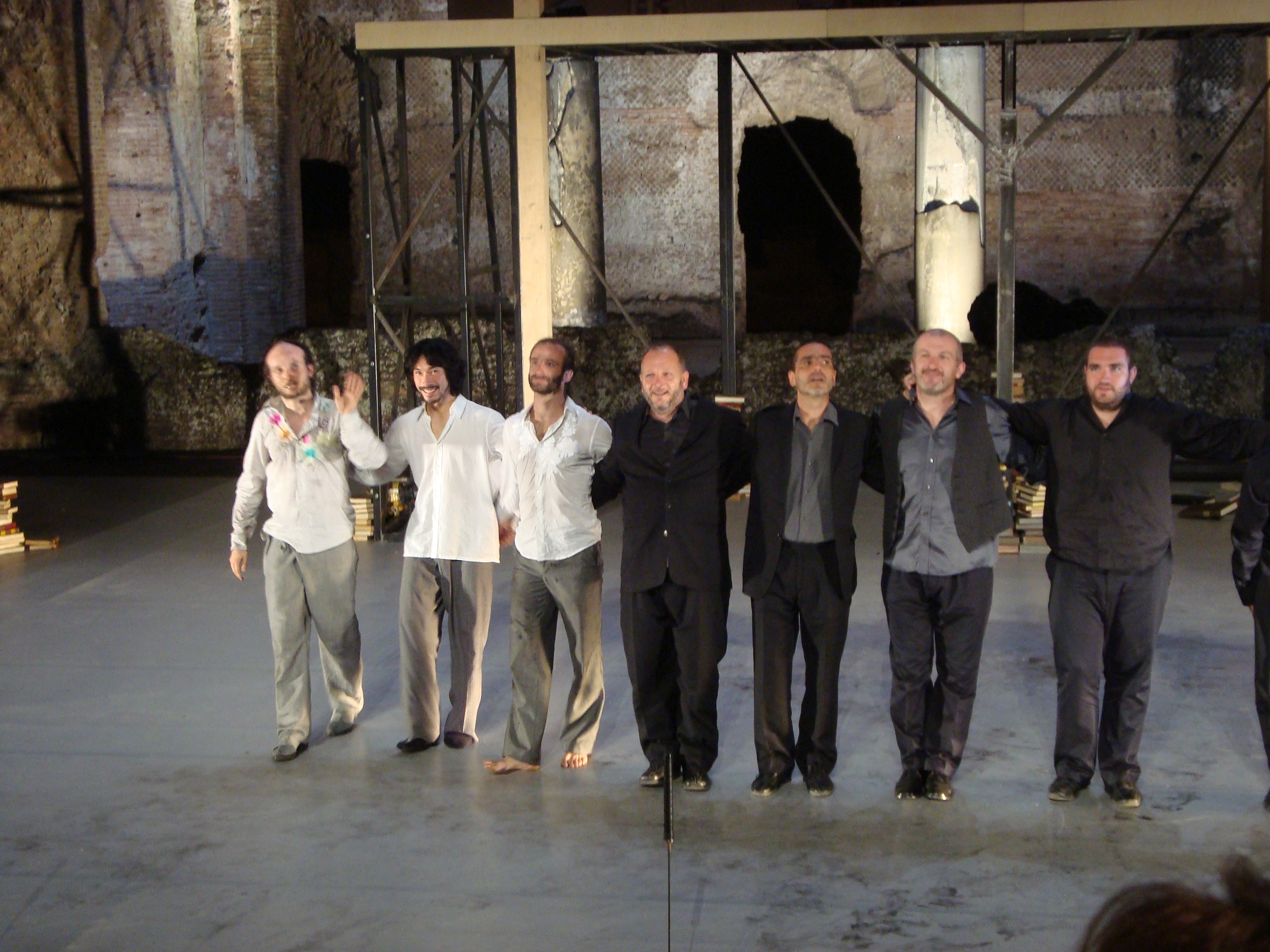
Cherkaoui (ganz links) mit der korsischen Sängergruppe A Filetta am Ende von Apocrifu, 2009, Villa Adriana

Sidi Larbi Cherkaouis Choreografien zeichnen sich aus durch eine Vereinigung von Elementen aus verschiedenen Kulturen, Religionen und Kunststilen. In seinem Stück Sutra, das 2009 zur besten Aufführung des Jahres von der Zeitschrift ballet-tanz gewählt wurde, ließ er siebzehn junge Shaolin-Mönche auftreten. Diese wenden die Bewegungsabfolgen und Schlagsequenzen des Kung-Fu in einer Choreographie mit, auf, in, unter und gegen Holzkisten an.
Im Jahr 2010 wurde von ihm Babel (Words), ein Gesamtkunstwerk aus Live-Konzert, Theater, Tanz, Text und Skulptur, im Cirque Royal in Brüssel uraufgeführt. Beim Movimentos-Festival in Wolfsburg im Mai 2011 tanzte Cherkaoui mit der Flamencotänzerin Maria Pagès in der Uraufführung seines Stückes Dunas. In Het Muziektheater Amsterdam (Das Musiktheater Amsterdam) hatte im Juni 2011 Cherkaouis Ballettstück Labyrinth seine Uraufführung. Die nächste Uraufführung Cherkaouis folgte am 6. September 2011 im Londoner Sadler’s Wells Theater mit dem Tanzstück TeZukA, das sich mit dem Leben des Manga-Zeichners Osamu Tezuka befasst.
2013 inszenierte Cherkaoui an der Pariser Garnier-Oper zusammen mit Damien Jalet den Boléro von Maurice Ravel. Die Kostüme zu diesem Ballet entwarf der für Givenchy arbeitende italienische Modedesigner Riccardo Tisci in Zusammenarbeit mit der serbischen Künstlerin Marina Abramović. Im Dezember 2013 hatte sein Stück Genesis mit der chinesischen Tänzerin Yabin Wang in Peking die Uraufführung. In der Spielzeit 2014/15 inszenierte er für das Stuttgarter Ballett Strawinskys erste Ballettkomposition Der Feuervogel, ein Ballettstück, das 1910 für das Ballets Russes entstand.
Seit September 2015 ist Cherkaoui Direktor des Koninklijk Ballet Vlaanderen in Antwerpen, das im Januar 2014 mit der Vlaamse Opera in Antwerpen und Gent zum Kunsthuis vereint worden ist.
In seinem Tanztheaterstück „Fractus V“ (2016) tanzen, agieren, sprechen und singen fünf Männer zum Thema Frakturen (Brüche) und Gewalt.
2017 inszenierte er als – als Koproduktion des Theater Basel, der Komischen Oper Berlin und der Vlaamse Opera in Antwerpen und Gent – die Philip-Glass-Oper Satyagraha, die Gandhis frühen Jahre in Südafrika schildert.
2018 choreografierte er für The Carters (ein Musikprojekt von Beyoncé und Jay-Z) das Musikvideo zum Song Apeshit. Das Video wurde bei den MTV Video Music Awards achtmal nominiert, unter anderem in der Kategorie "Beste Choreografie".
2019 folgte die Choreografie für Beyoncés Musikvideo Spirit, dem Song zur Neuverfilmung von Disneys Der König der Löwen.  

## Auszeichnungen (Auswahl)
- 1995: Bester belgischer Tanzsolonachwuchs
- 2002: Prix Nijinski
- 2004: Movimentos – Beste Choreografie
- 2009: KAIROS-Preis[14]
- 2010: Laurence Olivier Award
- 2012: Laurence Olivier Award
- 2013: Chevalier des Ordre des Arts et des Lettres[15]
- 2014: UnitedHumans Awards zusammen mit Damien Jalet
- 2018: Europäischer Theaterpreis für Neue Realitäten[16]

## Originalwerke

### Debütierung
- Iets op Bach (1995)
- Anonymous Society (1999)

### Les Ballets C de la B
- Rien de Rien (2000)
- OOK (2000)
- It (2002)
- D’Avant (2002)
- Foi (2003)
- Avignon (2004)
- In Memoriam (2004)
- Zero Degrees (2005)
- Corpus Bach (2006)
- Mea Culpa (2006)
- End (2006)

### Toneelhuis
- Myth (2007)
- L’homme de bois (2007)
- Zon Mai (2007)
- Origine (2008)
- Sutra (2008)
- Dunas (2009)
- Orbo Novo (2009)

### Eastman
- Babel(words) (2010)
- Rein (2010)
- Play (2010)
- Shoes (2010)
- Bound (2010)
- Das Rheingold (2010)
- Labyrinth (2011)
- TeZukA (2011)
- Constellation (2011)
- Puz/zle (2012)
- Automaton (2012)
- Anna Karenina (2012)
- Siegfried (2012)
- 生长genesis (2013)
- 4D (2013)

### Andere Werke
- Noetic (2014)
- Mercy (2014)
- Fall (2015)
- Exhibition (2016)
- Requiem (2017)
- Qutb (2016)
- Les Indes Galantes (2016)
- Satyagraha (2017)
- Icon (2016)
- Mosaic (2017)

## Filme

### Tanzfilme
- Puz / zle. Direktübertragung vom Theaterfestival Avignon, Frankreich, 2012, 90 Min., Regie: Don Kent, Produktion: arte France, La Compagnie des Indes, deutsche Erstsendung: 14. Juli 2012, Inhaltsangabe von arte, (Memento vom 2. März 2013 im Internet Archive).
- Sutra. Partitur der Bewegungen. Tanztheater-Aufzeichnung, Großbritannien, 2008, 70 Min., Regie: Deborah May, deutsche Erstausstrahlung: 3. Dezember 2009, Inhaltsangabe (Memento vom 9. Juni 2012 im Internet Archive) von tanzsommer.at.
- FOI / Glaube. Mitschnitt einer Tanztheater-Vorstellung bei der Tanzbiennale Lyon, Frankreich, 2004, 89 Min., Originalfassung mit Untertiteln, Regie: Andreas Morell, Produktion: ZDF, Erstausstrahlung: 21. Mai 2005, Ankündigung von arte, (Memento vom 18. April 2013 im Webarchiv archive.today).
- Ballet Vlaanderen tanzt Ravel. Tanztheater-Aufzeichnung vom 3. und 4. Juni 2016 im Königlich Flämischen Opernhaus in Antwerpen, Deutschland, 2016, 80 Min., Produktion: 3sat, Reihe: Festivalsommer 2016, Erstsendung: 3. September 2016 bei 3sat, Inhaltsangabe von ARD.

### Dokumentarfilme
- Sidi Larbi Cherkaoui. Babels-Träume. (OT: Sidi Larbi Cherkaoui – Rêves de Babel.) Fernseh-Dokumentation, Frankreich, 2009, 59 Min., Buch: Christian Dumais-Lvowski, Regie: Don Kent, Produktion: Bel Air Média, arte France, deutsche Erstausstrahlung: 31. Mai 2010, Inhaltsangabe von arte, (Memento vom 26. Mai 2010 im Internet Archive).
- Klosterleben, Kung-Fu und modernes Tanztheater. Der Choreograph Sidi Larbi Cherkaoui im Gespräch. Dokumentation, Deutschland, 2008, 25 Min., Regie: Birgit Adler-Conrad, Produktion: ZDF, Erstausstrahlung: 6. Dezember 2009, Inhaltsangabe von tv14.

### Spielfilm
- 2012: Anna Karenina, Regie: Joe Wright mit Keira Knightley in der Titelrolle.[17]
- 2018: Girl, Regie: Lukas Dhont mit Victor Polster in der Hauptrolle.